# Ван Лін
Ван Лін (王令, 1032 —1059) — китайський поет часів династії Сун, прихильник реформатора Ван Аньши.

## Життєпис
Народився 1032 року у м. Янчжоу (сучасна провінція Цзянсу). Рано втратив батька, виховувався дядьком Ван У. В подальшому проходив навчання у містан Тянчан та Гаою. В цей час починає займатися літературною творчістю. У 1054 році на запрошення висопосадовця Ван Аньши перебирається до столиці імперії Кайфена. Тут під покровительством Аньши вів спокійне життя митця, але раптово помер у 1059 році.

## Творчість
Був представником громадянської поезії, звертав уваги на соціальні аспекти життя. Найбільшім досягненням творчості Ван Ліна є сатирична поема «Розмова з сараною уві сні» — одне з найсильніших і найзначніших створінь всієї літератури сунського періоду. Зміст поеми: хмари сарани напали на країну, затьмарюючи небо і сонце, прирікаючи все живе на голод і загибель. Але, коли розгніваний поет намірився затаврувати ненажерливу тварюку віршем, розсерджена сарана, з'явившись йому уві сні, легко доводить, що її ненажерливість ніщо порівняно з людською ненажерливістю: ніякої сарана не зжерти стільки, скільки пожирають багатії і знать зі своєю незліченної челяддю, солдати і чиновники, буддійські і даоські ченці та інші захребетники, що живуть працею бідняків.